# Vattutjärnen, Dalarna
Vattutjärnen är en sjö i Mora kommun i Dalarna och ingår i Dalälvens huvudavrinningsområde. Sjöns area är 0,026 kvadratkilometer och den befinner sig 288 meter över havet.